# Skalní potok (přítok Jílovského potoka)
Skalní potok je potok v Ústeckém kraji v Česku. Je dlouhý 2,18 km, plocha povodí zaujímá 1,8 km²[zdroj?] a vlévá se do Jílovského potoka v Libouchci jako jeho levostranný přítok.

## Průběh toku

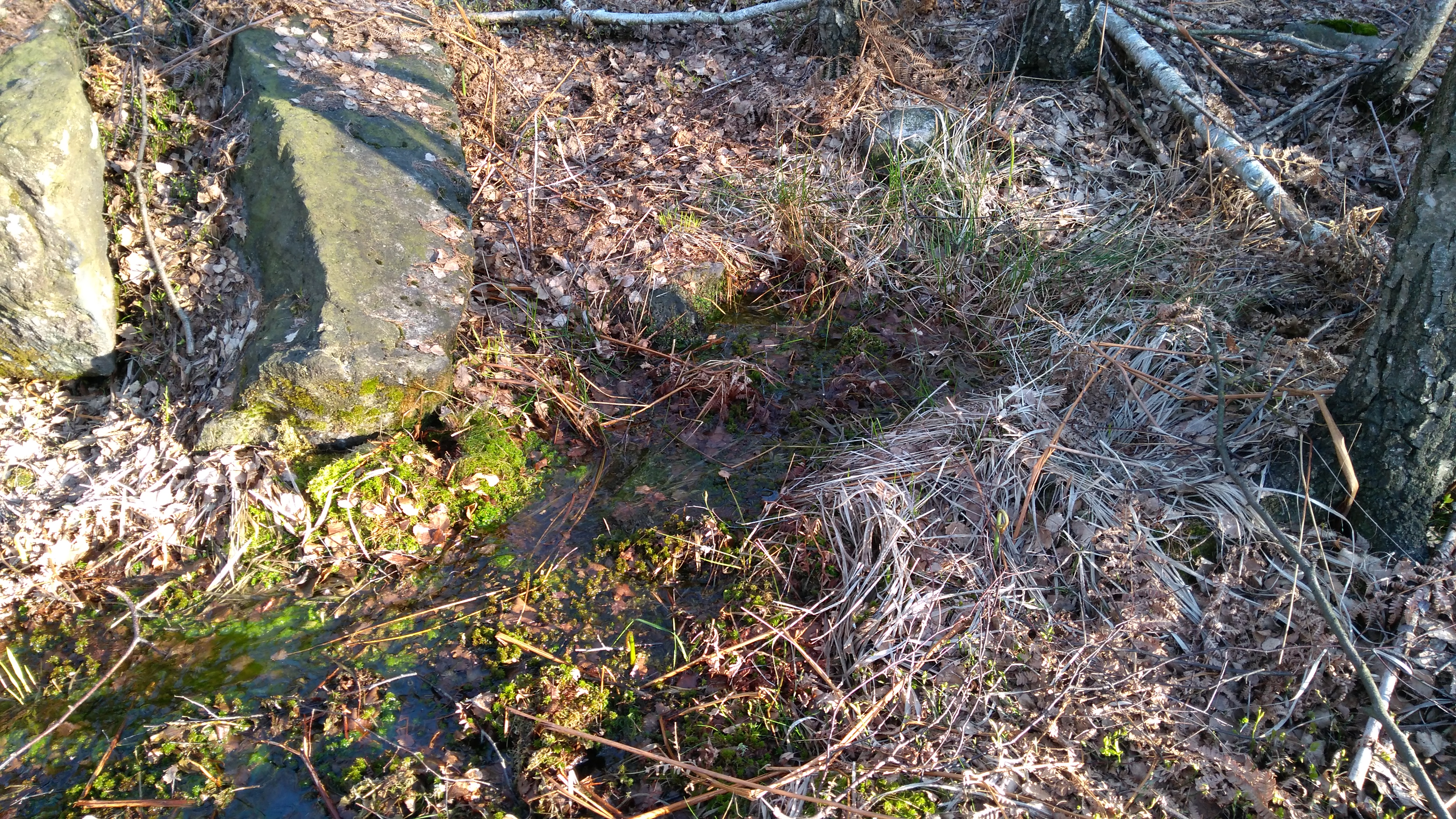
Pramen Skalního potoka.

Pramení na jihovýchodním svahu vrchu Nad stěnami (623 m) v nadmořské výšce 490 metrů. Teče zejména jižním, místy jihozápadním směrem. Napájí tři malé rybníky z nichž horní dva patřící do chráněné přírodní rezervace Libouchecké rybníčky. Nakonec se jeho vody vlévají do Jílovského potoka v nadmořské výšce 307 metrů.

## Libouchecké rybníčky
Skalní potok, zhruba ve dvou třetinách své délky od pramene, napájí dva menší rybníky, jejichž hladina se nachází na kótě 328 m a 324 m, a které jsou součástí stejnojmenné přírodní rezervace o rozloze 2,16 ha. Oblast spravuje AOPK ČR Správa CHKO Labské pískovce. Důvodem ochrany je jedna z nejvýznamnějších lokalit rozmnožování obojživelníků na území CHKO Labské pískovce. Mezi vzácné a ohrožené druhy z fauny patří blatnice skvrnitá, kuňka obecná, skokan štíhlý, skokan hnědý, čolek obecný, ropucha obecná a z flóry sítina sivá, ostřice prosová a rdesno obojživelné.
Rybník byl na počátku 21. století revitalizován a odbahněn. Zároveň byly odstraněny přemnožené vodní rostliny a náletové dřeviny v okolí. V zájmu prosperity některých obojživelných druhů došlo k vybudování tůně. Do upraveného prostředí byla následně vysazena střevle potoční.
Přírodní rezervace byla zřízena vyhláškou číslo 4/96 Správou CHKO Labské pískovce ve dne 10. října 1996. V roce 2008 natočila Česká televize o této lokalitě krátkou reportáž v rámci pořadu Minuta z přírody.
Nedaleko rybníků, se Skalní potok vlévá ještě do rezervace nepatřícího Ptačího rybníka, jehož rozloha je dvakrát větší než rozloha obou předchozích dohromady. Hladina se nachází ve výšce 320 metrů nad mořem.

## Přítoky
V povodí má pouze dva přítoky. Jako první je bezejmenný potok, jehož pramenem je odtok z vrtu. Kvůli tomu má tento přítok větší průtok než samotný Skalní potok, přestože je kratší. Druhým je drobný potůček, který ústí pod přírodní rezervací.

## Galerie

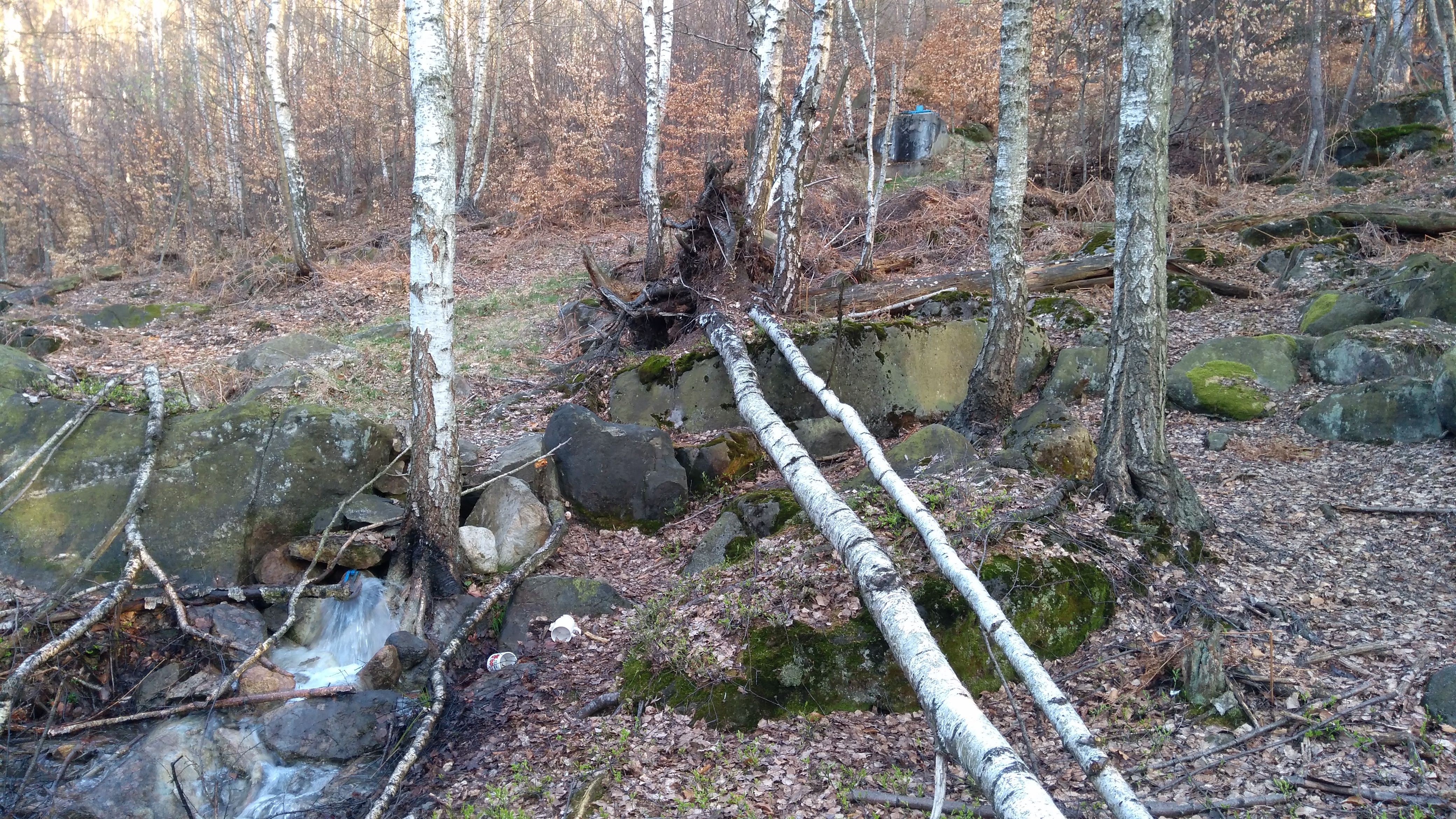
Pramenný vrt přítoku Skalního potoka.
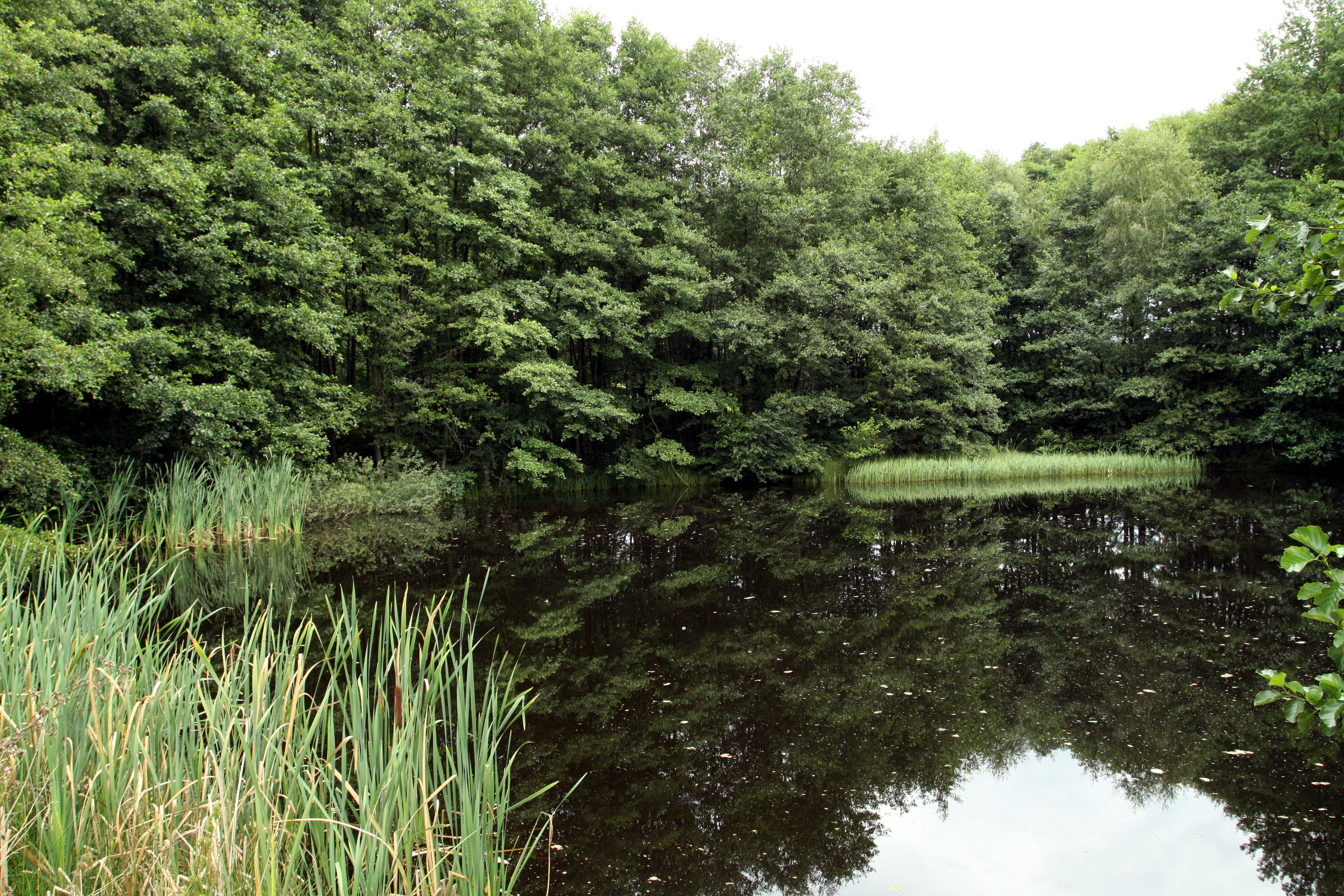
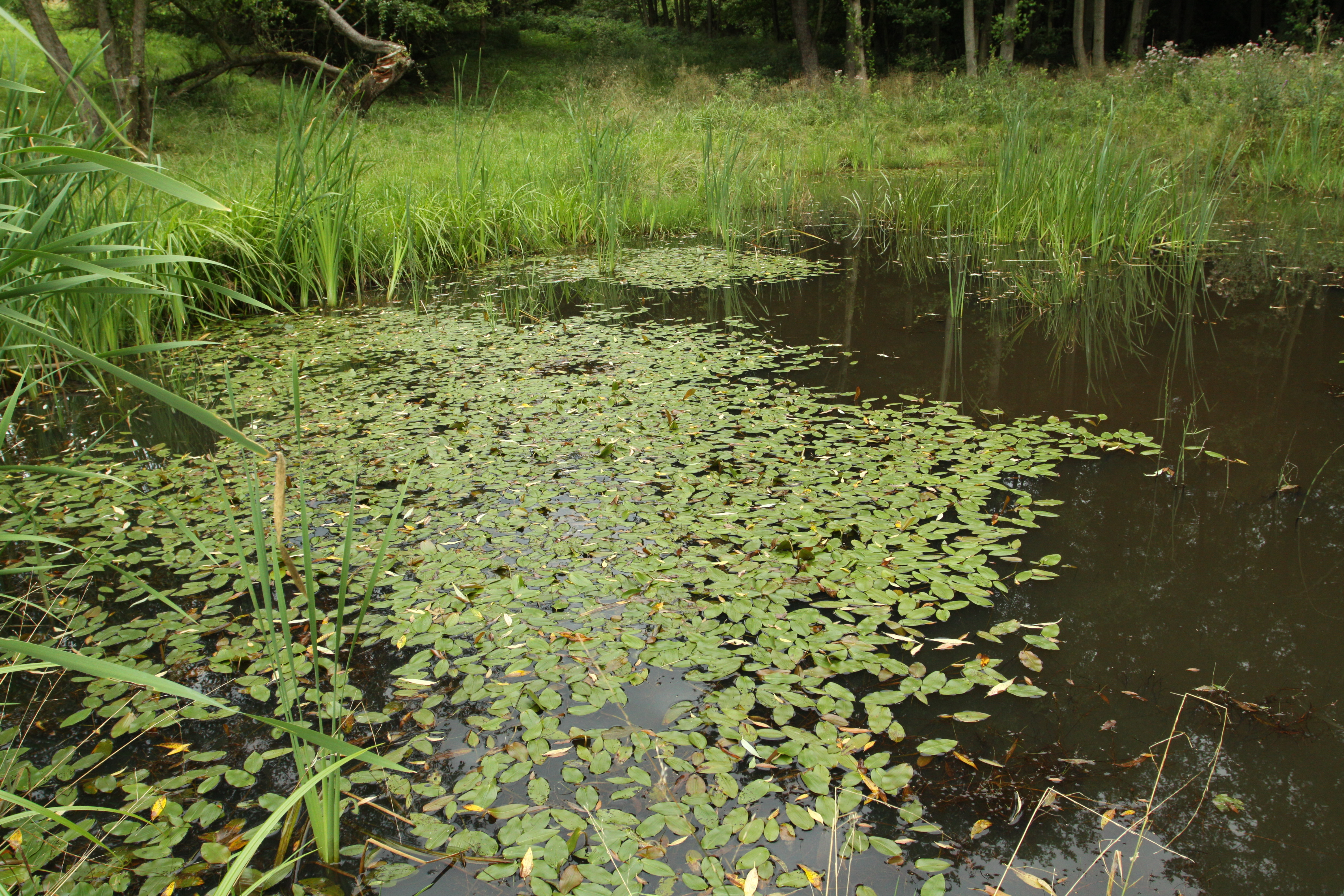
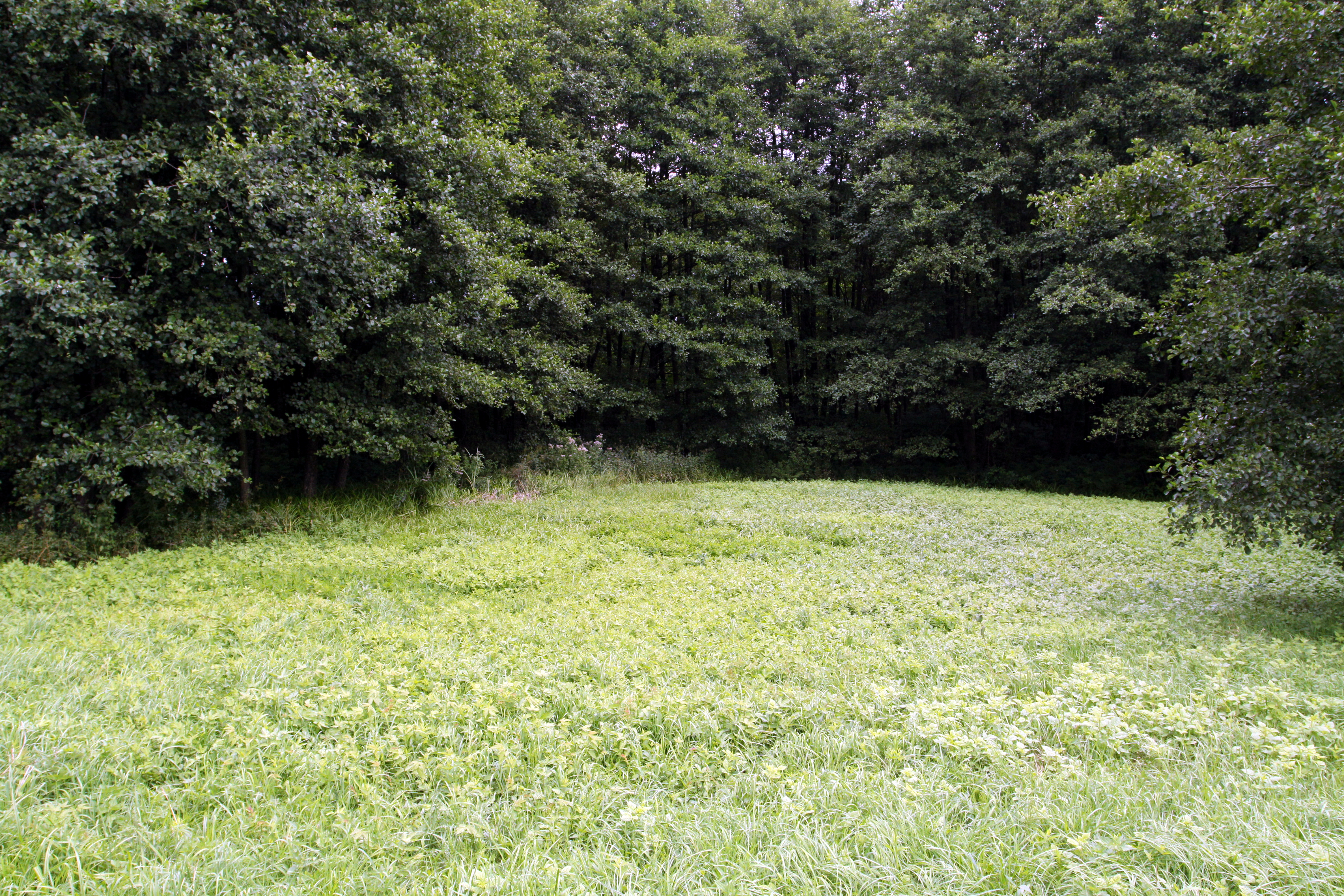
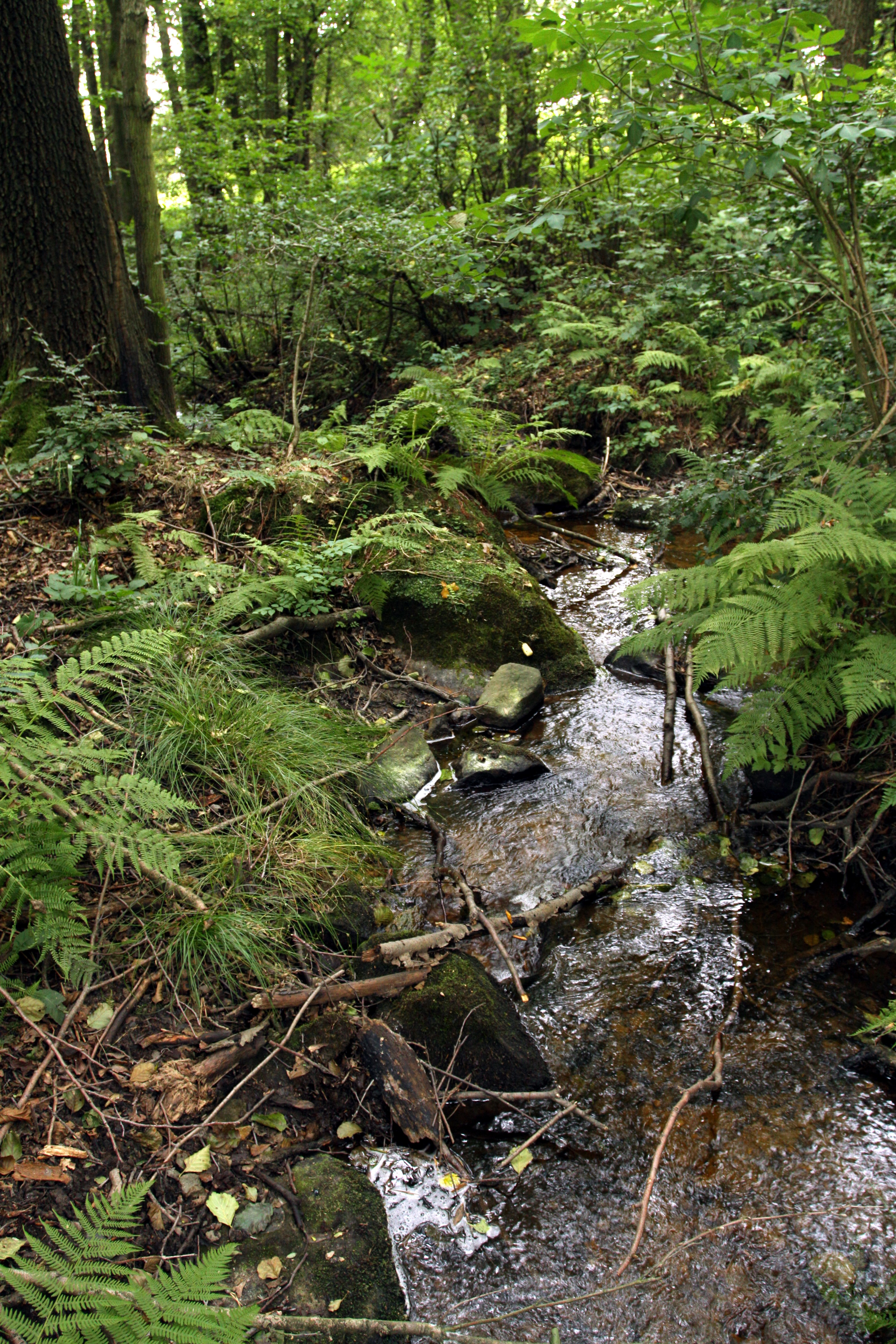